# ملاقاسم (بستان‌آباد)
ملاقاسم یکی از روستاهای استان آذربایجان شرقی است که در دهستان سهندآباد بخش تیکمه‌داش شهرستان بستان‌آباد واقع شده‌است.این روستا ۷۰ نفر جمعیت دارد.